# オットー・バウアー

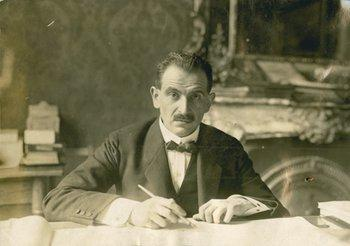
外相在任時のO・バウアー（1919年）

オットー・バウアー（Otto Bauer、1881年9月5日 - 1938年7月4日）は、オーストリア（二重帝国および第一共和国）の社会主義者・政治家・社会学者・哲学者。

## 概要
オーストリア・マルクス主義の代表的理論家で、両大戦間期におけるオーストリア社会民主党左派・ウィーン・インターナショナルおよび社会主義労働者インターナショナルの指導者である。

## 経歴

### 青年時代まで
出生地はウィーン。祖父母はボヘミア出身のユダヤ人で父は実業家（繊維工場主）という経済的に恵まれた家庭に育った。ギムナジウム時代には既にマルクス主義の影響を受けてその研究を始め、ドイツのマルクス主義理論誌『ノイエ・ツァイト』に論文「マルクスの経済恐慌理論」を初めて投稿した。ウィーン大学法学部に入学して哲学・法学・経済学を学んだほか、M・アドラーやレンナー、ヒルファディングらによる左翼学生サークルに参加（このサークルがのちにオーストリア・マルクス主義の理論家集団に発展する）、ついでオーストリア社会民主党（この時点では社会民主労働党。以下同）に入党する。

### 二重帝国期

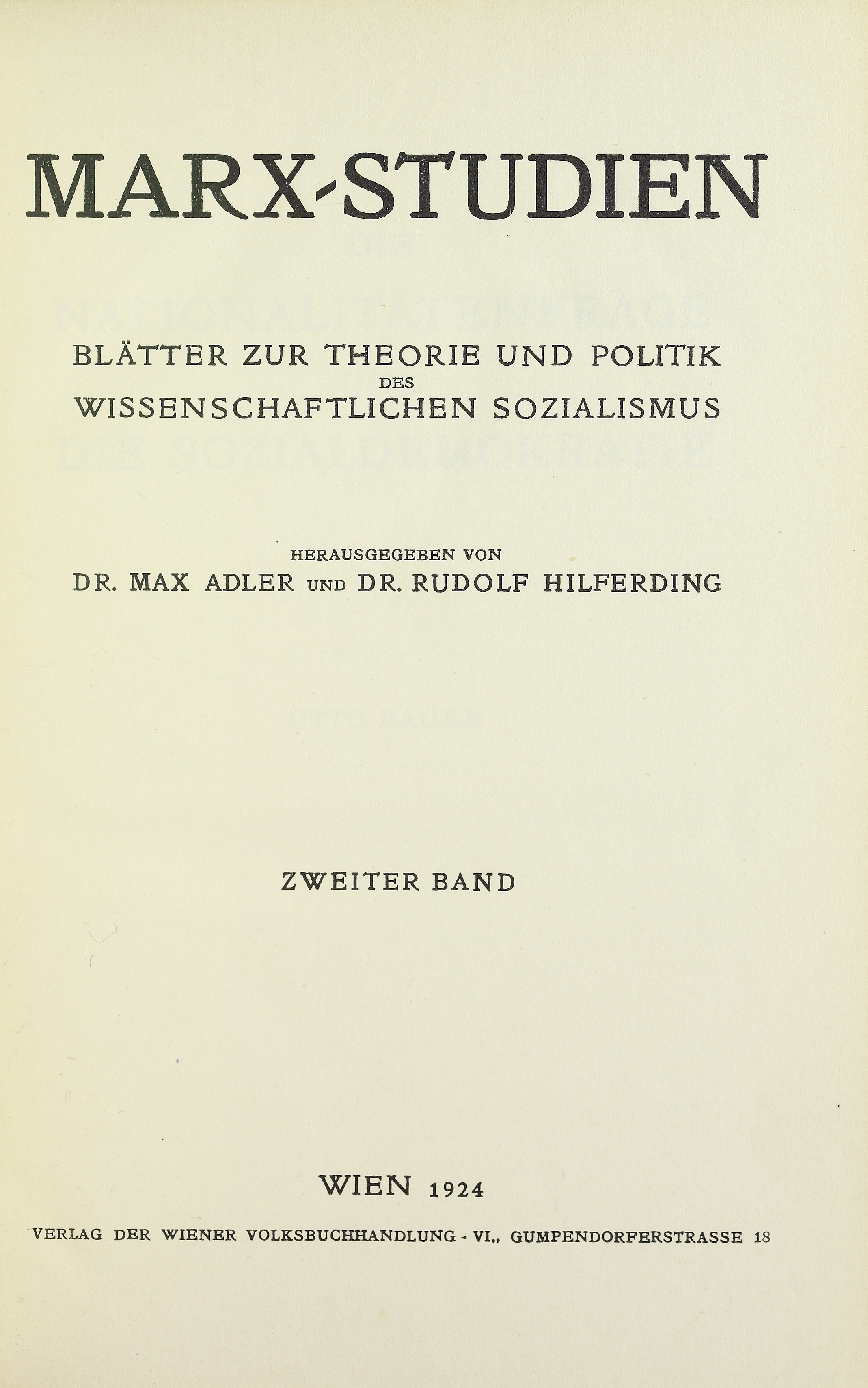
Nationalitätenfrage und die Sozialdemokratie, 1924

その後バウアーは「オーストリア・マルクス主義派」の理論家として社会民主党指導者V・アドラーから将来を嘱望されるようになった。1897年、社会民主党の「ブリュン民族綱領」制定をきっかけに党内あるいはオーストリア・マルクス主義派の間で国内の民族問題に関する議論が盛んになると、バウアーはレンナーとともに同党の民族政策の理論化・体系化の作業を担い、1907年には大著『民族問題と社会民主主義』を刊行し、民族自治政策において二重帝国の枠組みの維持を前提に属地的な自治組織に加えて属人的な文化的自治の制度の導入を提唱する、いわゆる「文化的＝民族自治」論の代表的論者となり、民族の本質を領域・言語の共通性と見なす観点からこれを批判するカウツキーやレーニンとの間で論争を展開した。また、同年には社会民主党帝国議会議員団書記に就任するとともに、同党機関紙『アルバイター・ツァイトゥング』の編集員になるとともに、党の理論誌『闘争』（Der Kampf）を創刊してその編集に携わり、オーストリア・マルクス主義派の理論活動の拠点とした。
1914年に第一次世界大戦が勃発し、オーストリア＝ハンガリーが同盟国として参戦すると応召し従軍する。ロシア軍の捕虜となりシベリアに送られるも、V・アドラーの尽力により捕虜交換で釈放され帰国し、この間ボリシェビキによるロシア革命の実態を目撃した。帰国当時のオーストリアでは、F・アドラー（V・アドラーの子）ら党内左派による反戦運動が次第に大衆的支持を獲得しており、バウアーはそれまでの戦争支持の態度を変え、F・アドラーら少数左派に合流した。大戦末期の1918年、「左翼民族綱領」の起草に関与し、それまでの立場を若干修正して国内少数民族の民族自決権を許容する姿勢に転じた。

### 第一共和国期
1918年末のオーストリア＝ハンガリー帝国の崩壊から始まる「オーストリア革命」期では、今や主流派となった社会民主党左派の指導者としてオーストリア共和国樹立に貢献し、キリスト教社会党との連立政権（首班は長年の盟友レンナーであった）発足に際しては外相（在任:1918年11月 - 1919年7月 / 急逝したV・アドラーの後任）に就任した。外相としてはヴァイマル共和政下のドイツとの合邦（アンシュルス）をめざすが、ドイツ側の消極的態度とサン・ジェルマン条約の合邦禁止規定により挫折し辞任、「社会化委員会」委員長に就任した。
ここでバウアーら左派は、ボリシェヴィキのように即時に社会主義革命によりプロレタリア政権を樹立するのではなく、議会政治による「社会化」を通じて社会民主党の勢力を拡大し、将来の革命の機会をうかがうという待機主義的方針を採った。これとともに彼らは、第一次大戦やロシア革命の結果として労働運動・国際社会主義運動（インターナショナル運動）がボリシェヴィキ（およびコミンテルン＝ロシア共産主義派）と修正主義派（および第二インター＝社会改良主義派）に分裂しようとする状況を憂い、これを何とか再統合しようとする調整主義的立場をとり、ウィーン・インター（国際社会党行動同盟）結成の中心となった。

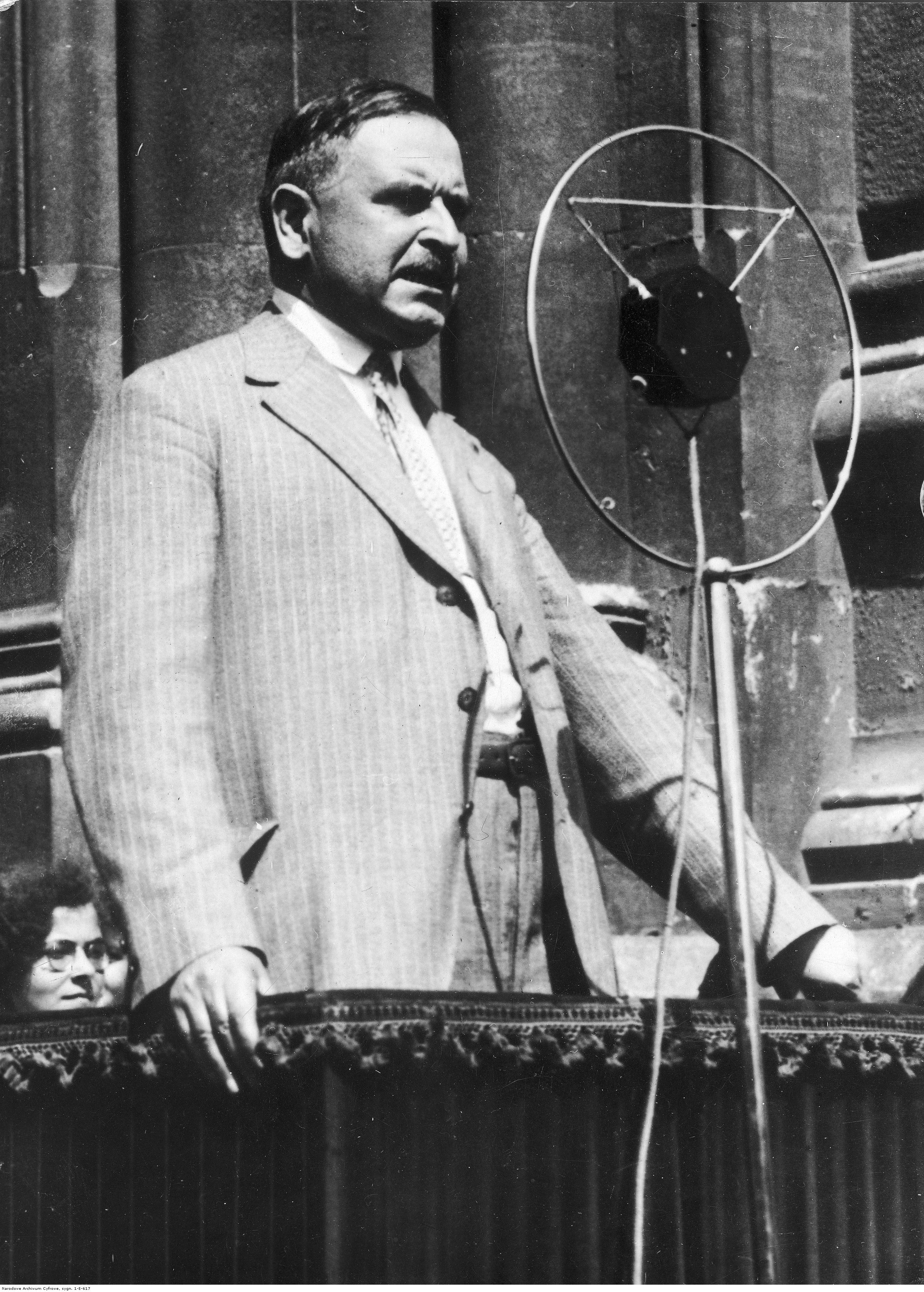
演説するバウアー

その後、連立政権は瓦解して社会民主党は政権から離脱、ウィーン・インターの企ても失敗に終わったが、バウアーは1920年から1934年まで社会民主党選出の国民議会議員となるとともに、1926年に採択された社会民主党の「リンツ綱領」起草の中心となり、「改良主義とボリシェヴィズムの間」に立つ「第三の道」としてのオーストリア社会主義の立脚点を明示した。これによりバウアーは両大戦間期の社会民主党の事実上の指導者としての地位を確かなものとした。またウィーン・インターを吸収して発足した社会主義労働者インターでも、F・アドラーとともに指導的役割を果たした。

### 亡命と死
1927年以降、バウアーは反ファシズムの態度を明確にしていたが、1930年代、隣国ドイツでナチズムの勢力が台頭すると、それと軌を一にしてオーストリアでもファシズム勢力が力を増し、社会民主党との対立が激化した。1934年、ドルフース独裁政権とファシスト組織「護国団」の挑発により、バウアーの指導で社会民主党はその民兵組織「防衛同盟」とともに武装蜂起したが、市街戦で敗北（2月内乱）、政府から解散・禁止処分を受け、党組織は壊滅した。これにより、バウアーも国外亡命という苦難の道を余儀なくされ、同年チェコに逃れて在外ビューローである「革命的社会主義者」グループの指導にあたり抵抗運動を組織、『アルバイター・ツァイトゥング』および『闘争』の刊行を継続した。
1938年のナチス・ドイツによるオーストリア併合に際しては、これを容認したレンナーを批判し、ドイツ革命を対置すべきであると主張した。しかし同年、ドイツがチェコスロバキアを解体し事実上併合するとフランスに亡命した。ここでバウアーはナチスの手から30万人のユダヤ系オーストリア人を救う呼びかけを発表したが、同年、心労のあまりパリのホテルで死去した。56歳没。

## 著書
- 『民族問題と社会民主主義』（丸山敬一ほか訳）御茶の水書房、2001年。ISBN 978-4-275-01862-5
  - 原タイトル: Die Nationalitätenfrage und die Sozialdemokratie,Wien,1907.
- 『オーストリア革命』（酒井晨史訳）早稲田大学出版部、1989年。ISBN 978-4-657-89619-3
  - 原タイトル: Die österreichische Revolution, Wien, 1923.
- 『資本主義の世界像』（青山孝徳訳）成文社、2020年。ISBN 978-4-86520-052-2
  - 原タイトル: Das Weltbild des Kapitalismus, Jena, 1924.（抄訳）
- 『二つの大戦のはざまで：世界経済の危機・民主主義の危機・社会主義の危機』（酒井晨史訳）早稲田大学出版部、1992年。ISBN 978-4-657-92527-5
  - 原タイトル: Zwischen zwei Weltkriegen? Die Krise der Weltwirtschaft, der Demokratie und des Sozialismus, Prag, 1936.